# Petrus Han
Petrus Han ist ein deutscher Soziologe.

## Leben
Han war bis zu seiner Emeritierung 2006 Professor für Soziologie am Fachbereich Sozialwesen der Abteilung Paderborn der Katholischen Fachhochschule Nordrhein-Westfalen. Seine Forschungsschwerpunkte waren Minderheiten und Migration. Er verfasste zahlreiche Schriften zu diesen Themen.

## Schriften
- Minderheiten in der modernen Gesellschaft. Soziale Mechanismen der Ablehnung und Diskriminierung und Gedanken zur Integration. Köln 1989: Arbeitsgemeinschaft Heimstatthilfe (= Forum Jugendsozialarbeit, 6)
- Multikulturelle Gesellschaft. Problematische Annahmen einer gesellschaftspolitischen Idee und Notwendigkeit der Ent-Ethnisierung der Gesellschaft. Köln 1995: Verlag Die Heimstatt (= Forum Jugendsozialarbeit, 13)
- Soziologie der Migration. Erklärungsmodelle, Fakten, politische Konsequenzen, Perspektiven. Stuttgart 2000: Lucius & Lucius. ISBN 3-8282-0117-2. (2., überarb. und erw. Aufl. 2005, ISBN 3-8282-0306-X)
- Frauen und Migration. Strukturelle Bedingungen, Fakten und soziale Folgen der Frauenmigration. Stuttgart 2003: Lucius & Lucius. ISBN 3-8282-0237-3.
- Theorien zur internationalen Migration. Ausgewählte interdisziplinäre Migrationstheorien und deren zentralen Aussagen. Stuttgart 2006: Lucius & Lucius. ISBN 978-3-8282-0359-4.